# 東海クラウン
東海クラウン（とうかいくらうん）は、岐阜県地方競馬組合が笠松競馬場ダート1400mで施行する地方競馬の重賞競走（SPIII）である。
競馬専門紙である競馬エースが優勝杯を提供しており、正式名称は「競馬エース賞 東海クラウン」である。

## 概要
2023年度に準重賞（格付けはP）競走「競馬エース賞 東海クラウン」として創設。
第1回から笠松グランプリ（SPI）のトライアル競走に指定されており、1･2着馬には笠松グランプリへの優先出走権が付与される（2023年は1着馬のみ）。なお、2024年までは準重賞であるが回次は表記される。2025年よりSPIIIに格上げされることになった。
なお、2022年まで笠松競馬開催期間の最終日に一定以上の実績を残した馬（いわゆる「オープン馬」）による「東海クラウン」という競走が行われていたが、本競走とは関係がない。

### 条件・賞金等（2024年）
出走資格
サラブレッド系3歳以上、東海所属（前年10月23日から本年10月25日の間に東海所属として出走歴があり、本年10月25日時点でB級以上の馬）。
- 出走枠は笠松所属馬8頭以上、名古屋所属馬4頭以下。

負担重量
別定。3歳55kg、4歳以上57kg（牝馬2kg減）を基本に、前年11月7日以降の重賞勝ち馬は1kg増となる（2歳時の成績は対象外）。
賞金額
1着250万円、2着87万5000円、3着50万円、4着25万円、5着12万5000円。
副賞
エースメディア賞。
優先出走権付与
2着以上の馬には笠松グランプリの優先出走権が付与される。

## 歴代優勝馬
| 回次  | 施行日         | 優勝馬             | 性齢 | 所属   | タイム | 優勝騎手   | 管理調教師 | 馬主     |
| ----- | -------------- | ------------------ | ---- | ------ | ------ | ---------- | ---------- | -------- |
| 第1回 | 2023年10月27日 | メイショウシルト   | 牡5  | 名古屋 | 1:27.7 | 岡部誠     | 角田輝也   | 竹内三年 |
| 第2回 | 2024年11月7日  | セイルオンセイラー | セ5  | 名古屋 | 1:27.1 | 友森翔太郎 | 塚田隆男   | 橋元勇氣 |

### 競走結果の出典
- JBISサーチ
  - 2023年、2024年